# Кульсим
Кульсим — река в России, протекает в Соликамском и Красновишерском районах Пермского края. Устье реки находится в 91 км по левому берегу реки Язьва. Длина реки составляет 19 км.

## Описание
Исток реки в отрогах Северного Урала в 7 км к юго-западу от посёлка Красный Берег. Верхнее течение находится в Соликамском районе, нижнее — в Красновишерском. Течёт преимущественно в северо-западном и северо-восточном направлениях среди холмов, поросших елово-берёзовой тайгой. Притоки — Васькин, Митина Речка (правые). Населённых пунктов на реке нет. Впадает в Язьву ниже деревни Паршакова.

## Данные водного реестра
По данным государственного водного реестра России относится к Камскому бассейновому округу, водохозяйственный участок реки — Кама от водомерного поста у села Бондюг до города Березники, речной подбассейн реки — бассейны притоков Камы до впадения Белой. Речной бассейн реки — Кама.
По данным геоинформационной системы водохозяйственного районирования территории РФ, подготовленной Федеральным агентством водных ресурсов:
- Код водного объекта в государственном водном реестре — 10010100212111100005256
- Код по гидрологической изученности (ГИ) — 111100525
- Код бассейна — 10.01.01.002
- Номер тома по ГИ — 11
- Выпуск по ГИ — 1